# Zettwitz Sándor
Zettwitz Sándor (Budapest, 1933. október 3. –) magyar gépészmérnök, Gábor Dénes-díjas feltaláló, magyar startupalapító, a magyar egészségipar egyik meghatározó vállalkozásának tulajdonosa.
2022-ben a Forbes a leggazdagabb családi vállalkozások között a Zettwitz család ovostechnológiai cégcsoportját a 9. helyre sorolta 75,8 milliárd forint becsült értékkel, míg a 2024-es ranglistáján Zettwitz vagyonát 90,4 milliárd forintra becsülte, ezzel az 50 leggazdagabb magyar rangsorában a 31. leggazdagabbként tartotta számon.

## Életútja

### Tanulmányok
A második világháború végét egy óvóhelyen vészelte át. Középiskolai tanulmányait a budapesti Baár–Madas Református Gimnáziumban és a Lónyay Utcai Református Gimnáziumban végezte, ahol 1952-ben érettségizett.
A Budapesti Műszaki Egyetem gépészmérnöki karán, a gépgyártás és szerszámgép szakon folytatta tanulmányait. Már az egyetemi tudományos diákkörben kutatta a gépi menetfúrás nyomatéki görbéinek kérdését, diplomamunkáját is ebből a témából készítette el, melyet jeles eredménnyel védett meg 1957-ben.

### A cégalapításig
Zettwitz első munkahelye, az egyetem elvégzése után, a Könnyűbeton- és Szigetelőanyag Ipari Vállalat volt.[forrás?]
Ezt követően a Nikex külkereskedelmi vállalat kereste meg, és megbízta gépimport osztályának vezetésével. 1983-ban Olaszországba küldték, hogy alapítsa meg, majd vezesse a Technoital Vállalatot, melyet magyar szerszámgépek értékesítésére hoztak létre. Hazatérését követően a Technoimpex kereskedelmi igazgatója lett.

### Saját vállalkozás
A 80-as évek közepén az Egyesült Államokon kívül még nem voltak mobil vércukormérők, ezek akkoriban jelentek meg az amerikai piacon. Zettwitz és veje, Lukács József fizikus, egy nőgyógyász diabetológus ismerősük ösztönzésére kezdtek bele ilyen, házi használatra készülő, orvosi berendezések fejlesztésébe. Lukács akkor végzett a műszaki egyetemen, így kellő tudással rendelkezett a tervbe vett vállalkozás számítástechnikai hátterének kialakításához. Az üzlet várható átlag feletti jövedelmezőségét az alapozta meg, hogy akkorra a cukorbetegség Magyarországon már endémiás betegséggé vált, ugyanakkor szigorú importkorlátozások voltak érvényben. A fejlesztésük sikerrel járt, kifejlesztett analizáló eszközeik egy csepp tesztanyag alapján, három percen belül, egyetlen gombnyomásra, úgy diagnosztizáltak, hogy közvetítették az orvos számára a beteg állapotát megmutató legfontosabb paramétereket. Zettwitzék találmánya felkeltette az Országos Egészségbiztosítási Pénztárt (OEP) érdeklődését, támogatni kezdte a széles körű forgalmazását.
Zettwitz alapelve a vállalat alapítása óta változatlan volt: az innováció, a fejlesztés minden esetben prioritást élvez. Ennek megfelelően cégében minden hetedik munkavállaló, összesen mintegy 100 fő, a fejlesztési részlegen dolgozik. A vállalkozás megalapítása óta a bevételek 6-10 százalékát kutatás-fejlesztésre fordítja.
2022-re a folyamatos fejlesztéseknek köszönhetően elérték, hogy a legújabb vércukormérő eszközeik már nem csupán a vércukorszintet mérnek, hanem Bluetooth technológia segítségével kapcsolatot tartanak az orvosokkal, akár 500 vizsgálati paramétert is képesek közvetlenül továbbítani. Az orvosok a megküldött diagnózisok alapján döntenek a betegek terápiájáról. Ugyanezt a folyamatot interneten keresztül is tudják biztosítani. A cukorbetegek valós időben követhetik a vércukorszintjük alakulását a percenként mérő szenzornak és egy mobilapplikációnak köszönhetően. Csupán 2021-ben az utolsó fejlesztési fázis megvalósítására hárommilliárd forintot fordítottak.
2022-re a világon 90 országot fedtek le, értékesítési bevételük 83 százaléka exportból származott. Piaci részesedésük Kínában az első, az USA-ban pedig a második legnagyobb volt. Zettwitz cégének, a 77 Elektronikának, az értékesítési bevétele az első teljes üzleti évben 600 000 forint volt, mely 2021-re 26 milliárd forintra nőtt. Az alapítástól, 1986-tól Zettwitzék négyfős családi vállalkozása több mint 700 főt foglalkoztató nagyvállalatává nőtt, a magyar egészségipar egyik legnagyobb és legmeghatározóbb cége lett. Zettwitz vállalata a Forbes 2022-es kimutatása szerint 75,8 milliárd forintos becsült értékkel a 9. legnagyobb családi vállalkozás volt Magyarországon. A német–magyar üzleti kapcsolatok terén korántsem gyakori módon Zettwitzék vásárolták fel 2021 áprilisában a közel 100 főt foglalkoztató, világszerte 80 országba exportáló, német Analyticon Biotechnologiest, amely elengedhetetlen reagenscsíkokat biztosít egyes mérőszerkezeteikhez. Az Analyticon Biotechnologies továbbra is Németországban, a saját márkaneve alatt folytatta tevékenységét.

## Család
Az alapítása óta családi tulajdonban lévő 77 Elektronika Kft. tulajdonosa és ügyvezető igazgatója. Zettwitz Sándor felesége a cég gazdasági vezetője volt. Újbudán élnek.
Két gyermekük van, egy fiuk és egy leányuk, Zettwitz Gabriella, aki végzettségét tekintve jogász. Édesapja kérésére 1992-ben csatlakozott a vállalkozáshoz, ügyvezető igazgatói minőségben.
A családi vállalategyüttest 77 Elektronika Csoportként jegyzik, a Forbes Magyarország 2022-es rangsorában a 9. legértékesebb családi vállalkozásként tartja számon.
Zettwitz Sándor egyik unokája a család borászatát vezeti Balatonfüreden.

## Társadalmi felelősségvállalás
Zettwitzék a társadalmi felelősségvállalás terén elsősorban beteg gyerekek sorsán igyekeznek könnyíteni, ennek megvalósításához létrehozták a Bársonyszív alapítványt, melyen keresztül a kisvárdai Felső-Szabolcsi Kórház, a nyíregyházi Jósa András Kórház, a Mosonmagyaróvári Karolina Kórház csecsemő- és gyermekosztálya, valamint a miskolci B.A.Z. Megyei Kórház Gyermekegészségügyi Központja kapott egy-egy professzionális inkubátort. A Magyar Diabetes Társaságnak ezer, informatikai rendszerükhöz csatlakoztatható készüléket bocsátottak díjmentesen a rendelkezésére.

## Díjak, kitüntetések
- Kiss Ernő honvéd tábornok díj (2007)
- Újbuda díszpolgára (2012)[6]
- Az Év Üzletembere díj – "A példakép" különdíj (2014)
- Magyar Gazdaságért díj (2016)[18]
- Gábor Dénes-díj (2017)
- Széchenyi-díj (2025)[20]